# Onthophagus sciron
Onthophagus sciron là một loài bọ cánh cứng trong họ Bọ hung (Scarabaeidae).